# Fausto Bertoglio
Fausto Bertoglio (Brèscia, 13 de gener de 1949) va ser un ciclista italià que fou professional entre 1973 i 1980. Els seus principals èxits els aconseguí el 1975, quan guanyà el Giro d'Itàlia amb l'equip Jollj Ceramica i la Volta a Catalunya també d'aquell any. També va guanyar l'edició de 1975 de la Volta a Catalunya. Va acabar tercer al Giro d'Itàlia de 1976 i novè al Tour de França de 1976.

## Palmarès
- 1971
  - 1r a la Bassano-Monte Grappa
- 1972
  - 1r de la Setmana ciclista bergamasca i vencedor d'una etapa
- 1975
  -  1r al Giro d'Itàlia i vencedor d'una etapa
  -  1r a la Volta a Catalunya i vencedor d'una etapa
  - 1r al Circuit de Calvisano
  - 1r al Circuit de Valdengo
- 1976
  - 1r a la Coppa Placci
  - 1r al Circuit de Castelfranco Veneto
  - 1r al Circuit de Scarperia
  - Vencedor d'una etapa a la Volta a Catalunya
- 1978
  - 1r al Circuit de Brèscia

### Resultats al Giro d'Itàlia
- 1973. 46è de la classificació general
- 1975. 1r de la classificació general. Vencedor d'una etapa. Porta la maglia rosa durant 10 etapes
- 1976. 3r de la classificació general
- 1978. 14è de la classificació general
- 1979. 7è de la classificació general
- 1980. 29è de la classificació general

### Resultats al Tour de França
- 1974. 23è de la classificació general
- 1976. 9è de la classificació general